# Jumi Umeokaová
Jumi Umeokaová (japonsky 梅岡 由美) je bývalá japonská fotbalistka.

## Reprezentační kariéra
Za japonskou reprezentaci v letech 1997 až 1998 odehrála 4 reprezentační utkání. Byla členkou japonské reprezentace i na Mistrovství Asie ve fotbale žen 1997.

## Statistiky
| Japonsko | Japonsko | Japonsko |
| Roky     | Záp.     | Góly     |
| -------- | -------- | -------- |
| 1997     | 3        | 0        |
| 1998     | 1        | 0        |
| Celkem   | 4        | 0        |

## Úspěchy

### Reprezentační
- Mistrovství Asie:  1997